# سوبتیتسا
۴۶°۰۴′۳۰٫۹۷″ شمالی ۱۹°۳۷′۴۵٫۰۱″ شرقی / ۴۶٫۰۷۵۲۶۹۴°شمالی ۱۹٫۶۲۹۱۶۹۴°شرقی
سوبُتیتسا (به سیریلیک صربی: Суботица، به مجاری: Szabadka) یک شهر در شمال صربستان واقع در استان خودمختار وویوودینا است.

## جغرافیا
این شهر در حدود ۱۰ کیلومتری مرز مجارستان قرار گرفته‌است.
سوبُتیتسا دومین شهر بزرگ وویوودینا پس از نووی ساد و پنجمین شهر بزرگ صربستان پس از بلگراد، نووی ساد، نیش، کراگویواتس به‌شمار می‌رود.
این شهر مرکز بخش باچکای شمالی است.

## مردم
این شهر با ساکنانی که اکثریت آن را مجاری‌تباران تشکیل می‌دهند، یکی از شهرهای صربستان است که بیشترین تنوع نژادی را دارند.

## جمعیت
جمعیت سوبتیتسا با احتساب حومه‌اش هم‌اکنون در حدود ۱۵۰٬۰۰۰ نفر است.

## ساختار جمعیتی
بر پایه آمار سال ۲۰۰۲، ترکیب نژادی جمعیت ساکن در سوبُتیتسا و حومه‌اش شامل حدود ۳۸٪ مجار، ۲۵٪ صرب، ۱۱٪ کروات و ۱۱٪ بونیه‌وتسی و ۶٪ یوگسلاو بوده‌است.

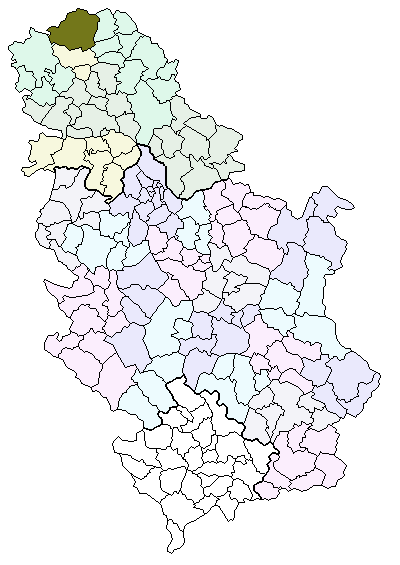